# فيسوكوغورنيي (هاباروفسك)
فيسوكوغورنيي (بالروسية: Высокогорный) هي مدينة في مقاطعة خاباروفسك كراي في روسيا.